# Džin Šrimpton
Džin Rozmari Šrimpton (engl. Jean Rosemary Shrimpton; Haj Vikom, 7. novembar 1942) engleska je manekenka i glumica. Bila je ikona Swinging London (Raskalašni London) i jedna je od prvih svetskih supermodela; visoka je 178 centimetara. Pojavljivala se na mnogobrojnim naslovnim stranama — uključujući časopise , , , Glamour, Elle, Ladie's Home Journal, Newsweek i . 2012. godine, Time ju je proglasio za jednu od 100 najuticajnijih modnih ikona svih vremena. Glumila je sa Polom Džounsom 1967. u filmu Privilege.